# Utricularia cornuta
Utricularia cornuta är en tätörtsväxtart som beskrevs av André Michaux. Utricularia cornuta ingår i släktet bläddror, och familjen tätörtsväxter. Inga underarter finns listade i Catalogue of Life.

## Bildgalleri

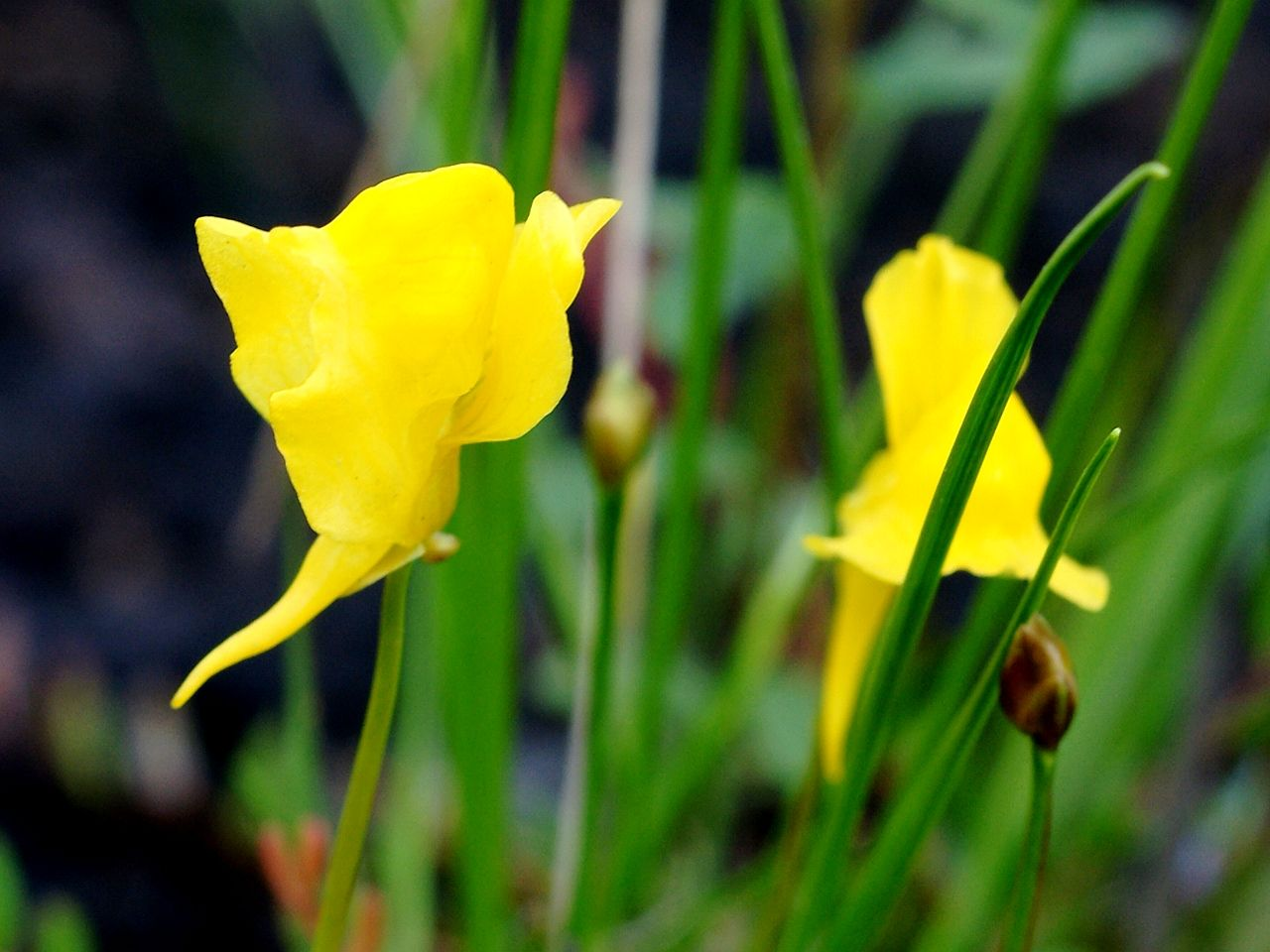
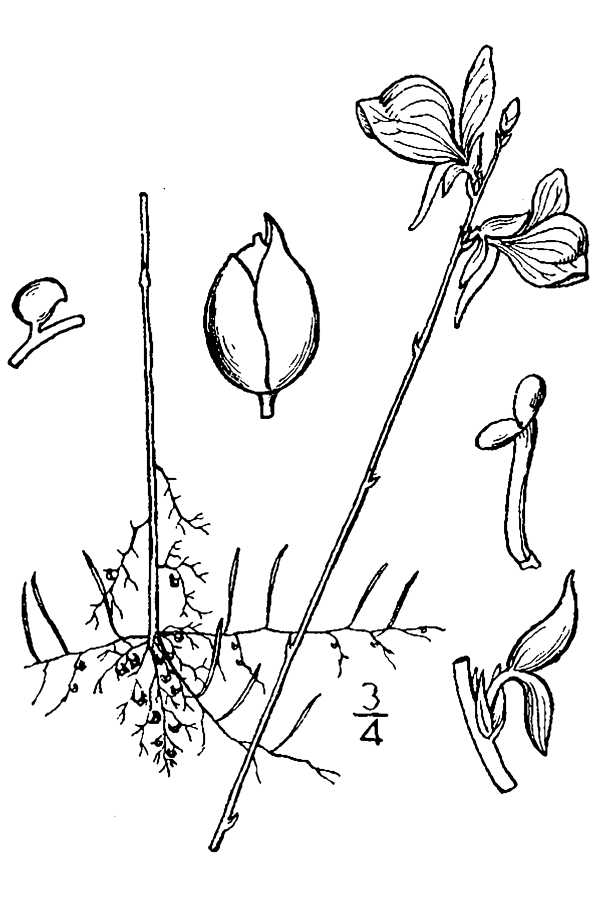